# Hugo Bettauer
Maximilian Hugo Bettauer (ur. 18 sierpnia 1872 w Baden, zm. 26 marca 1925 w Wiedniu) – austriacki dziennikarz, pisarz i scenarzysta pochodzenia żydowskiego.

## Życiorys
Był najmłodszym dzieckiem maklera giełdowego Arnolda (Samuela Arona) Betthauera. Miał dwie starsze siostry: Herminę (Michi) i Mathilde. W roku szkolnym 1887–1888 rozpoczął naukę w Gimnazjum im. Franciszka Józefa (Franz-Josef-Gymnasium) w Wiedniu. Jego kolegą szkolnym był późniejszy znany dramaturg, poeta i pisarz Karl Kraus. W wieku szesnastu lat, jako uczeń gimnazjum, uciekł do Afryki, skąd został odesłany do kraju przez austriackiego konsula. Dwa lata później, po zdaniu matury, został dziennikarzem w redakcji Neues Wiener Journal.
W 1890 roku przeszedł na protestantyzm (ewangelicyzm) i zmienił swoje nazwisko z Betthauer na Bettauer
Jako ochotnik wstąpił do Tyrolskiego Pułku Strzelców Cesarskich, skąd w wyniku konfliktu z dowódcą zdezerterował po pięciu miesiącach i wyjechał do Szwajcarii. Tam też po śmierci ojca w 1896 roku odziedziczył znaczny majątek. W Zurychu poślubił swoją młodzieńcza miłość – Olgę Steiner – i po śmierci matki w 1899 roku wyemigrował z małżonką do Nowego Jorku. W USA uzyskał obywatelstwo amerykańskie, ale z powodu braku zatrudnienia małżeństwo zdecydowało po kilku miesiącach o wyjeździe do Niemiec. W 1899 roku zamieszkali w Berlinie, gdzie urodził się ich pierwszy syn Heinrich Gustav Hellmuth. Bettauer pracował w tym czasie jako dziennikarz w redakcji Berliner Morgenpost opisując liczne skandale miejscowych urzędników państwowych. W 1901 roku po wykryciu korupcji w Hoftheater, którego dyrektor popełnił samobójstwo, Bettauer został osadzony na 25 dni w więzieniu, a następnie zmuszony do opuszczenia kraju.
Jesienią 1901 roku wyjechał do Hamburga. Tam po rozwodzie z Olgą Steiner poznał swoją drugą żonę, szesnastoletnią wówczas Helene Müller. W 1904 roku wraz z narzeczoną wyemigrował do Stanów Zjednoczonych. W czasie podróży statkiem do Nowego Jorku ożenił się ze swoją ukochaną, która jeszcze w tym samym roku urodziła syna Reginalda Parkera. W Nowym Jorku Bettauer pracował jako reporter, a także aktywnie uczestniczył w akcjach pomocy humanitarnej mieszkańcom Wiednia. W tym też czasie zaczął pisać powieści. Rocznie ukazywało się 4-5 tytułów. Bettauer specjalizował się w powieściach kryminalnych, w których również szeroko opisywał sytuację społeczeństwa. Jego książki zyskały ogromną popularność głównie dzięki temu, że ich akcja rozgrywała się w różnych miejscach: Wiedniu, Berlinie i Nowym Jorku.
W roku 1910 powrócił do Wiednia, gdzie rozpoczął pracę w redakcji „Neue Freie Presse”. Po wybuchu I wojny światowej zgłosił się do wojska, jednak nie przyjęto go ze względu na posiadane amerykańskie obywatelstwo. Jego bardzo wysokie mniemanie o własnej osobie przekształciło się z czasem w zbytnią arogancję. Kiedy przekazano mu jako korespondentowi wojennemu używaną maszynę do pisania, oburzony Bettauer wyrzucił ją na śmietnik. Jego najbardziej znaną powieścią była książka Miasto bez Żydów napisana w 1922 roku. Bettauer ukazał w niej, jaki los spotkałaby mieszkańców Wiednia, gdyby wszyscy Żydzi zostali zmuszeni do opuszczenia miasta. W ten sposób poruszył temat coraz mocniej rozwijającego się w Wiedniu antysemityzmu. Sam autor wierzył w pokojowe współżycie wszystkich religii. Swoją powieść zakończył chrześcijańskim życzeniem, aby dla dalszego rozwoju miasta ponownie sprowadzić ludność żydowską.

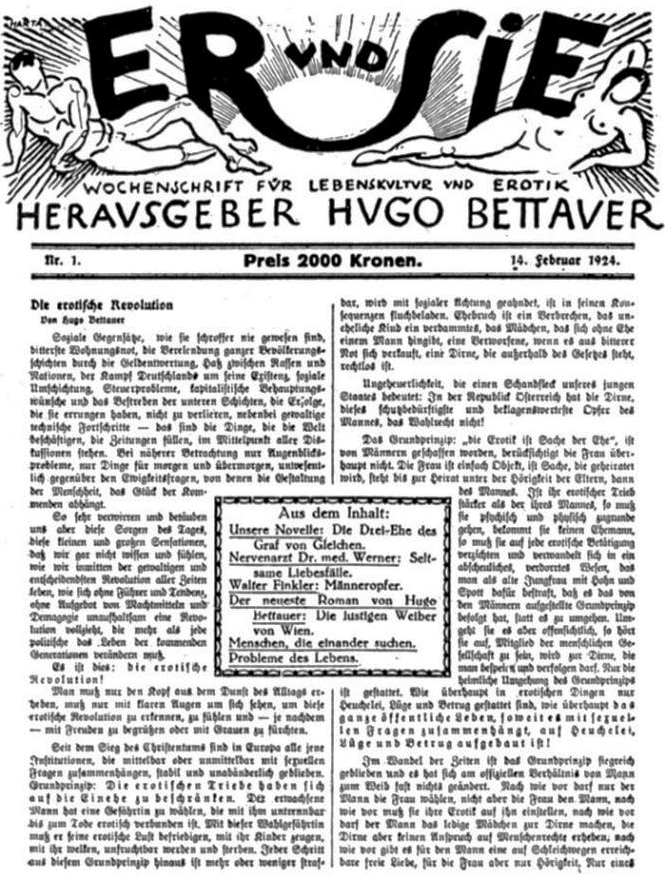
Czasopismo „Er und Sie”, strona tytułowa, 1924 r.

Od 1924 roku był współwydawcą czasopisma Er und Sie. Wochenschrift für Lebenskunst und Erotik, które kontynuowało późnej działalność pod nazwą Tygodnik Bettauera (Bettauers Wochenschrift). Czasopismo regularnie wywoływało skandale, zamieszczając treści nowatorskie i odważne obyczajowo. Bettauer opowiadał się w swoich artykułach m.in. za prawem do rozwodu, przerywania ciąży i zwolnieniem dorosłych obywateli z kary za homoseksualizm. Podobnie jak w USA, stosował formę felietonów w odcinkach.
Należał do najbardziej kontrowersyjnych, jak i równocześnie uznanych pisarzy tamtego okresu. Z powodu jego „demaskującego dziennikarstwa” oraz otwartego propagowania swobody seksualnej Bettauer stał się przedmiotem powszechnej dyskusji. Jego przeciwnicy starali się go zdyskredytować, określając jego działalność „dziennikarstwem z rynsztoka”. Eskalacja konfliktu doprowadziła do konfiskaty czasopisma. Następnie wytoczono mu proces, który doprowadził do powszechnych gróźb i nawoływania do dokonania morderstwa wobec jego osoby. Bettauer został uniewinniony, i kolejne wydanie jego czasopisma osiągnęło rekordowy nakład 60 tysięcy egzemplarzy. Po wielotygodniowej kampanii prasowej przeciw Bettauerowi w 1925 roku został ciężko zraniony sześcioma strzałami z pistoletu w redakcji swojego czasopisma przez młodego narodowego socjalistę, Ottona Rothstocka, chcącego ocalić kulturę niemiecką przed „żydowską degeneracją”. Zmarł w szpitalu 26 marca w wieku 52 lat w wyniku odniesionych ran. Sprawcę tego czynu Rothstocka okrzyknięto bohaterem, i choć austriacki sąd uznał go za winnego zabójstwa, skierowano go na leczenie do kliniki psychiatrycznej, skąd po 18 miesiącach pobytu został zwolniony. W latach 1922–1928 zekranizowano kilka utworów Bettauera. W adaptacji filmowej książki Zatracona ulica (oryg. Die freudlose Gasse) w reżyserii G. W. Pabsta zadebiutowała Greta Garbo. Inna powieść – Miasto bez Żydów –  została sfilmowana przez reżysera Hansa Karla Breslauera z udziałem m.in. Hansa Mosera i Ferdinanda Maierhofera. Obecnie wiele książek pisarza jest wznawianych w krajach niemiecko- i anglojęzycznych, ciesząc się dużym zainteresowaniem czytelników.

## Twórczość

### Powieści
- 1907: Im Banne von New York[17];
- 1907: Im Kampf ums Glück[17] (wznowienie 1926);
- 1907: Auf heißem Boden[17];
- 1907: Im Schatten des Todes[18] (wznowienie 1925);
- 1907: Aus den Tiefen der Weltstadt[17];
- 1920: Faustrecht[18];
- 1920: Hemmungslos[18]; (wznowienie 1988, 2009[18], ISBN 978-3-85286-184-5, 2011[18], 2012[18], 2013[18]);
- 1921: Bobbie auf der Fährte[18] (wznowienie 1926, pod tytułem Bobbie oder die Liebe eines Knaben[18], wznowienie 2012[18]);
- 1921: Die drei Ehestunden der Elizabeth Lehndorff[18];
- 1922: Der Frauenmörder[18] (wznowienie 1995[18], 2008[18], 2011[18], 2012[18]);
- 1922: Die Stadt ohne Juden[18] (wznowienie 1988[18], 1996[18], 2008[18], 2012[18]);
- 1923: Der Herr auf der Galgenleiter[18] (wznowienie 2013[18]);
- 1923: Das blaue Mal[18] (wznowienie 2012[18]);
- 1923: Der Kampf um Wien[18] (krótsza wersja pod tytułem: Ralph und Hilde 1926, wznowienie 2011[18], 2012[18]);
- 1924: Die lustigen Weiber von Wien[17];
- 1924: Gekurbeltes Schicksal;
- 1924: Die freudlose Gasse[18]; (wznowienie 1988[18], 2011[18], ISBN 978-3-85286-216-3, 2012[18]);
- 1924: Das entfesselte Wien[17];
- 1924: Die schönste Frau der Welt[18];
- 1924: Memorien eines Hochstaplers[17];
- 1980: Gesammelte Werke (Dzieła zebrane): Hannibal, Salzburg, 1980 DNB 206499906, zawierają: Część 1: Kampf um Wien; Część 2: Das entfesselte Wien; Część 3: Die freudlose Gasse; Część 4: Die Stadt ohne Juden; Część 5: Faustrecht; Część 6: Hemmungslos[18].

#### Powieści, które ukazały się po polsku
- 1926: Die freudlose Gasse (Zatracona ulica); autoryzowany przekład Gerdy Leszczycowej; Warszawa: Księgarnia. K. Wojnara i S-ka;
- 1929: Die schönste Frau der Welt (Najpiękniejsza kobieta świata); autoryzowany przekład M. Dubosarskiego; Kraków: Udziałowa S-ka Wydawnicza;
- 1929: Die Verdammten (Napiętnowani. Romans wyrzutka); autoryzowany przekład F. Mirandoli [pseud.]; Kraków: Udziałowa S-ka Wydawnicza;
- 1930: Der Frauenmörder (Uwodziciel kobiet – tytuł wydania z 1930); Kraków: Księgarnia A. Fausta;
- 1933: Die drei Ehestunden der Elizabeth Lehndorff (Trzy godziny małżeństwa);
- ok. 1935: Die Stadt ohne Juden (Miasto bez Żydów[18]); autoryzowany przekład Ignacego Nikorowicza; Warszawa: Instytut Wydawniczy Renaissance (Erdtracht);
- 2017: Morderca kobiet, przekład Tomasza Jankego; Kraków: wyd. Ridero IT Solution (ISBN 978-83-8104-978-8)[2]
- 2019: Prawo pięści, przekład Tomasza Jankego; Kraków: wyd. Ridero IT Solution (ISBN 978-83-8155-847-1)[19]

W grudniu 2017 roku w ramach self-publishingu ukazała się w Polsce w formie drukowanej oraz elektronicznej (e-book) powieść Hugona Bettauera Morderca kobiet (oryg. Der Frauenmörder). Książkę przełożył Tomasz Janke na podstawie oryginalnego tekstu zamieszczonego w sieci w ramach inicjatywy pod nazwą Projekt Gutenberg. Akcja powieści inspirowana była autentycznymi wydarzeniami z początku ubiegłego wieku – zamordowaniem w Paryżu dziesięciu kobiet przez Henri Désiré Landru, zwanego później „Sinobrodym”. Głównymi elementami powieści są śledztwo prowadzone przez komisarza śledczego oraz historia nieszczęśliwej miłości. Oprócz wątku kryminalnego autor przedstawia w tle realia społeczne i obyczajowe panujące w Niemczech po I wojnie światowej.
W kwietniu 2019 roku w tym samym wydawnictwie ukazała się druga powieść Hugona Bettauera Prawo pięści (oryg. Hemmungslos). Wielowątkowa akcji powieści tej powieści kryminalnej rozgrywa się w Wiedniu i Stanach Zjednoczonych. Autor opisuje przyjaźń dwóch oficerów, którzy przeżyli piekło I wojny światowej a także miłość dwóch kobiet do mężczyzny, która przeradza się w nietypowy związek, skutkujący dramatycznymi wydarzeniami. Pisarz podsuwa czytelnikom kilka tropów a następnie zachęca czytelnika do wspólnego rozwiązywania intrygi kryminalnej. Jest to pierwsze wydanie powieści Hugona Bettauera w polskim przekładzie od czasu jej powstania w 1920 roku.

### Nowele
- 1926: Der Tod einer Grete und andere Novellen[17]
- 1926: Geschichten aus dem Alltag[17]

### Ekranizacje
- 1921: Hemmungslos[20];
- 1921: Klein Bobby auf der Fährte[20];
- 1921: Das Rätsel der Gerty Sering[20];
- 1922: Faustrecht, reż. Karl Ehmann[21];
- 1924: Die schönste Frau der Welt, reż. Richard Eichberg[21][20];
- 1924: Die Stadt ohne Juden (pol. „Miasto bez Żydów”), reż. Hans Karl Breslauer[21][20][22];
- 1925: Das Abenteuer der Sybille Brant, reż. Carl Froelich[21][20];
- 1926: Die freudlose Gasse (pol. „Zatracona ulica”), reż. Georg Wilhelm Pabst[20][23];
- 1926: Der Bankkrach unter den Linden, reż. Paul Merzbach[20];
- 1928: Andere Frauen, reż. Heinz Hanus[21][20].